# フェリックス・アルバラード
フェリックス・ペドロ・アルバラード・サンチェス（Felix Pedro Alvarado Sanchez、1989年2月15日）はニカラグアのプロボクサー。マナグア出身。元IBF世界ライトフライ級王者。双子の弟であるレネ・アルバラードは元WBA世界スーパーフェザー級王者。

## 来歴
2010年3月12日、弟のレネ・アルバラードの前座でプロデビューし1回TKO勝ちで勝利すると、以後8連続KO勝ちを収めた。
2011年12月17日、エリエセール・ケサダとニカラグアライトフライ級タイトルを懸けて対戦し、10回判定勝ちで王座を獲得した。
2013年12月31日、大阪府立体育会館でWBA世界ライトフライ級王者井岡一翔と対戦し、12回3-0（119-110、119-109、115-110）の判定負け。19戦目にしてプロ初黒星となった。
2014年6月6日、ブエノスアイレスのヴィラ・ラ・ナータ・スポーティング・クラブにて、WBA世界フライ級王者のファン・カルロス・レベコと対戦し、12回0-3（112-115、110-115、109-112）の判定負けを喫した。
2017年1月27日、マナグアのプエルト・サルバドール・アジェンデでロベルト・ロドリゲスとWBCラテンアメリカライトフライ級王座決定戦を行い、1回KO勝ちで王座を獲得した。
2017年2月24日、マナグアのプエルト・サルバドール・アジェンデでガブリエル・ルイスと対戦し、1回TKO勝ちを収めWBCラテンアメリカ王座の初防衛に成功した。
2017年3月31日、マナグアのプエルト・サルバドール・アジェンデでルイス・デ・ラ・ロサと対戦し、1回KO勝ちを収めWBCラテンアメリカ王座の2度目の防衛に成功した。
2017年5月26日、マナグアのヒムナシオ・ロセンド・アルバレスでホセ・ヒメネスと対戦し、1回KO勝ちでWBCラテンアメリカ王座の3度目の防衛に成功した。
2017年10月14日、マナグアのプエルト・サルバドール・アジェンデでファーラン・サックリン・ジュニアと対戦し、3回TKO勝ちを収めた。
2018年10月29日、パサイのミダスホテル＆カジノにてヘッキー・ブドラーの王座返上に伴い、元WBA世界ライトフライ級暫定王者でIBF世界ライトフライ級3位のランディ・ペタルコリンとIBF世界ライトフライ級王座決定戦を行い、7回2分4秒TKO勝ちを収め王座獲得に成功した。
2019年5月19日、神戸ポートピアホテルにてIBF世界ライトフライ級3位の小西伶弥と対戦し、12回3-0（118-110、117-111、116-112）の判定勝ちを収め初防衛に成功した。
2019年12月23日、横浜アリーナでWBC世界ライトフライ級王者の拳四朗と王座統一戦を行う予定であったが、自身の体調不良により中止となった。
2020年2月、オスカー・デ・ラ・ホーヤのゴールデンボーイ・プロモーションズと契約した。
2020年4月25日、ディージェイ・クリエルと防衛戦を行うことが決まっていたが新型コロナウイルスの影響で試合延期になった。
2021年1月2日、約1年8ヶ月ぶりに試合を行い、テキサス州ダラスでIBF世界ライトフライ級3位のディージェイ・クリエルに10回1分39秒TKO勝ちを収め2度目の防衛に成功した。
2022年3月22日、IBF世界ライトフライ級王座を返上した。
2022年11月11日、シェフィールドのユーティリティ・アリーナでIBF世界フライ級王者サニー・エドワーズと対戦し、12回判定負けを喫し王座獲得に失敗した。
2024年2月3日、地元マナグアのジム・ニカラオでホセ・カルロス・ラミレスと対戦し、5回10秒TKO勝ちを収めた。

## 獲得タイトル
- ニカラグアライトフライ級王座
- WBCラテンアメリカライトフライ級王座
- IBF世界ライトフライ級王座(防衛2)